# San Cristóbal y Nieves en los Juegos Olímpicos de Río de Janeiro 2016
San Cristóbal y Nieves participó en los Juegos Olímpicos de Río de Janeiro 2016 con un total de siete deportistas, que compitieron en atletismo. Antoine Adams fue el abanderado en la ceremonia de apertura.

## Participantes

### Atletismo
Los atletas sancristobaleños lograron clasificarse en los siguientes eventos:
| Atleta                                                                                 | Evento                           | Eliminatoria | Eliminatoria | Cuartos de final | Cuartos de final | Semifinal | Semifinal | Final        | Final        |
| Atleta                                                                                 | Evento                           | Resultado    | Posición     | Resultado        | Posición         | Resultado | Posición  | Resultado    | Posición     |
| -------------------------------------------------------------------------------------- | -------------------------------- | ------------ | ------------ | ---------------- | ---------------- | --------- | --------- | ------------ | ------------ |
| Antoine Adams                                                                          | 100 metros masculinos            | Exento       | Exento       | 10.39            | 8                | No avanzó | No avanzó | No avanzó    | No avanzó    |
| Kim Collins                                                                            | 100 metros masculinos            | Exento       | Exento       | 10.18            | 4 c              | 10.12     | 6         | No avanzó    | No avanzó    |
| Brijesh Lawrence                                                                       | 100 metros masculinos            | Exento       | Exento       | 10.55            | No avanzó        | No avanzó | No avanzó | No avanzó    |              |
| Antoine Adams                                                                          | 200 metros masculinos            | 20.49        | 5            | No avanzó        | No avanzó        | No avanzó | No avanzó | No avanzó    | No avanzó    |
| Antoine Adams Allistar Clarke Kim Collins Brijesh Lawrence Jason Rogers Lestrod Roland | Relevo 4 × 100 metros masculisno | 39.81        | 7            | No aplica        | No aplica        | No aplica | No aplica | No avanzaron | No avanzaron |
| Tameka Williams                                                                        | 200 metros femeninos             | 23.61        | 6            | No avanzó        | No avanzó        | No avanzó | No avanzó | No avanzó    | No avanzó    |